# Гара-Телешман
Гара-Телешман (рум. Gara Tălășman) — село у повіті Васлуй в Румунії. Входить до складу комуни Віндерей.
Село розташоване на відстані 232 км на північний схід від Бухареста, 56 км на південь від Васлуя, 115 км на південь від Ясс, 79 км на північ від Галаца.

## Населення
За даними перепису населення 2002 року у селі проживали 186 осіб, усі — румуни. Усі жителі села рідною мовою назвали румунську.